# Ersun Yanal
Ersun Yanal (İzmir, 17 december 1961) is een Turks voetbaltrainer.
Als trainer van de club Gençlerbirliği kende hij enkele successen. In 2003/2004 werd de derde plek in de competitie vastgelegd en ook werd de finale van de beker gehaald, waar Trabzonspor te sterk bleek. In Europa reikte de club tot de 4e ronde van de UEFA Cup en werd op het nippertje uitgeschakeld door Valencia CF. De club versloeg veel grote clubs en miste met pech een plek in de kwartfinales.
In april 2004 volgde hij Şenol Güneş op en had de taak Turkije te leiden naar het WK 2006. Dit lukte moeizaam. Na te veel onnodige gelijkspelen en een verliespartij werd hij onder zware druk van de media in juni 2005 van zijn functie ontheven.
Hij tekende in 2005 een contract met Vestel Manisaspor, waar hij tot maart 2007 zou blijven.